# Лохоцин
Лохоцин (пол. Łochocin, нім. Loschen) — село в Польщі, у гміні Ліпно Ліпновського повіту Куявсько-Поморського воєводства.
Населення — 712 осіб (2011).
У 1975-1998 роках село належало до Влоцлавського воєводства.

## Демографія
Демографічна структура станом на 31 березня 2011 року:
|          | Загалом | Допрацездатний вік | Працездатний вік | Постпрацездатний вік |
| -------- | ------- | ------------------ | ---------------- | -------------------- |
| Чоловіки | 346     | 70                 | 245              | 31                   |
| Жінки    | 366     | 80                 | 213              | 73                   |
| Разом    | 712     | 150                | 458              | 104                  |